# Смерть Адольфа Гитлера

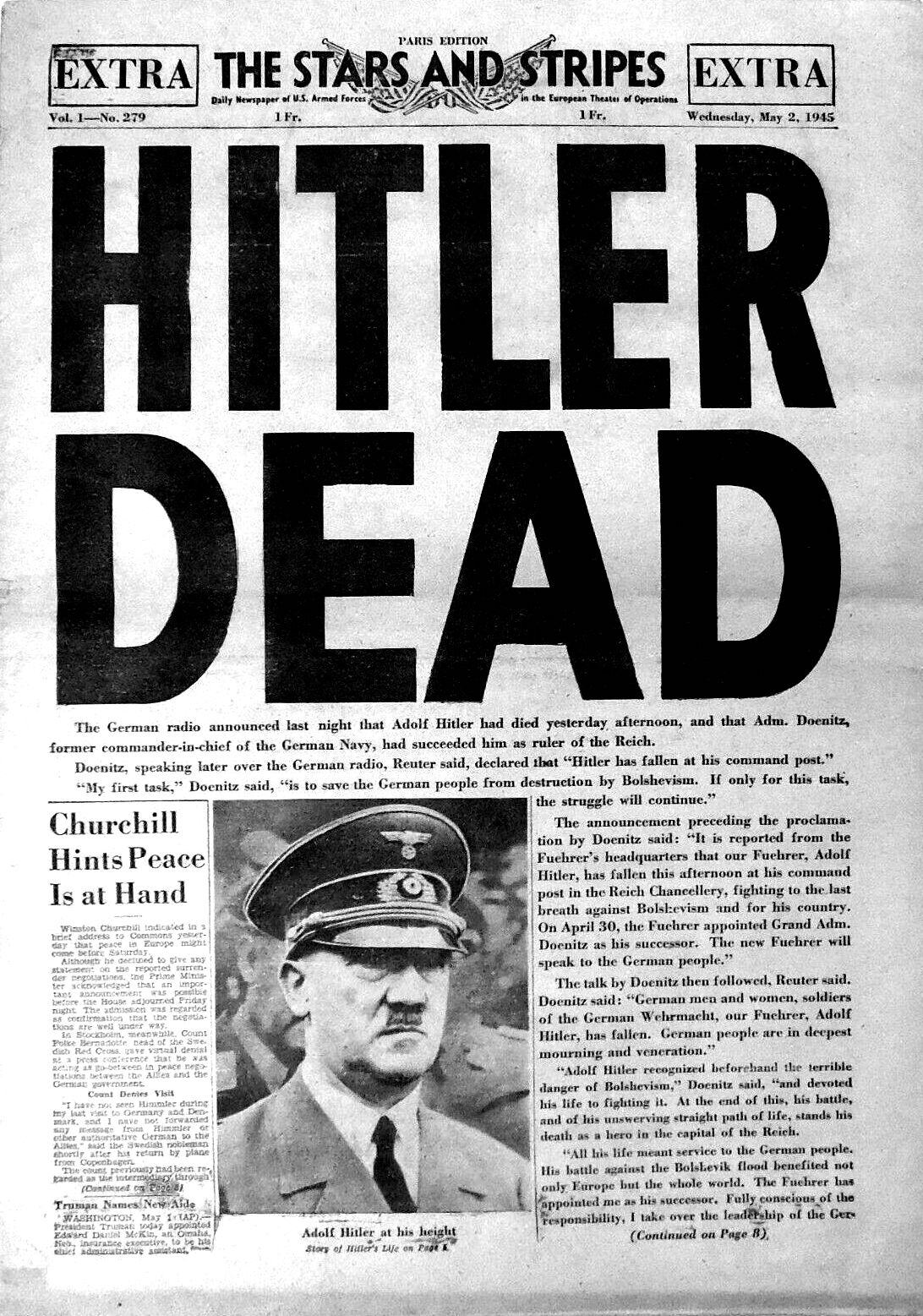
Обложка американской военной газеты Stars and Stripes, 2 мая 1945 года.

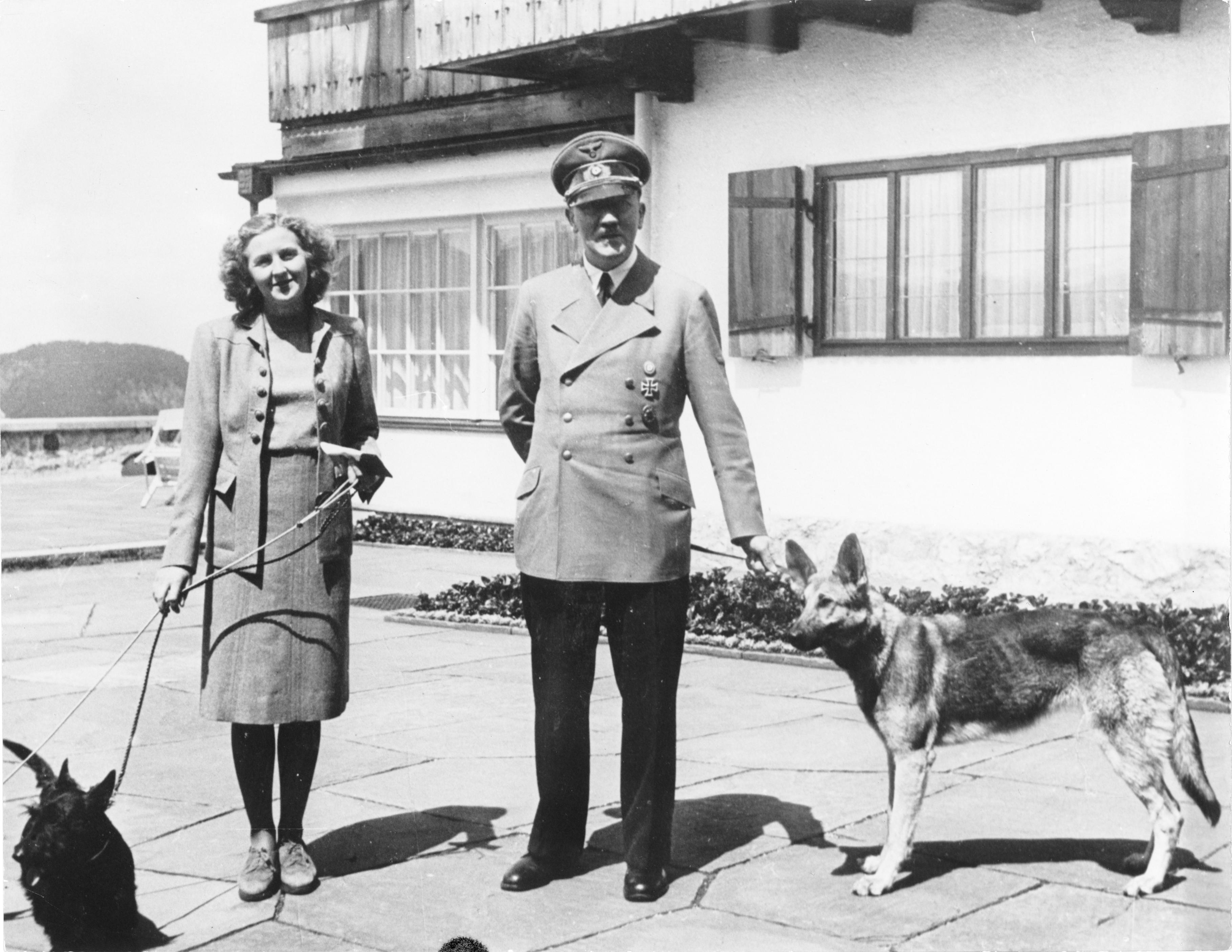
Ева Браун и Гитлер (с Блонди), июнь 1942

Адольф Гитлер совершил самоубийство между 15:26 и 15:30 в понедельник, 30 апреля 1945 года, застрелившись из личного пистолета Walther PPK в своём фюрербункере в Берлине (примерно в это же время Красная армия взяла под контроль первый этаж Рейхстага и находилась всего в 700—750 метрах от рейхсканцелярии и 450—500 метрах от фюрербункера). Его жена, Ева Браун, также совершила самоубийство, приняв цианистый калий. В тот же день, в соответствии с ранее оставленной инструкцией Гитлера, их тела вынесли по лестнице через запасный выход бункера в сад, уложили в воронку, облили горючим и подожгли.
В советской историографии утвердилась точка зрения, что Гитлер принял яд (цианистый калий, как и большинство покончивших с собой после поражения нацистов), поскольку, согласно советскому отчёту о вскрытии, осколки стекла и «тонкостенная ампула» были обнаружены во рту предполагаемого трупа Гитлера. Согласно официальным западным сообщениям, основанным на свидетельствах очевидцев, Гитлер застрелился. Один из очевидцев показывал, что труп Гитлера имел признаки самоубийства посредством выстрела в рот, но впоследствии был сделан вывод, что подобное маловероятно. Существует также версия, согласно которой Гитлер, раскусив ампулу с ядом, одновременно выстрелил в себя из пистолета (применив, таким образом, оба орудия смерти). Ряд современных западных историков отвергает версию Советского Союза как пропаганду.

## Общее положение Германии в 1945 году
В начале 1945 года Германия находилась в критическом положении. 12 января на Восточном фронте Красная армия начала Висло-Одерскую наступательную операцию, в ходе которой к 3 февраля форсировала Одер и захватила знаменитый Кюстринский плацдарм. Линия фронта на востоке после этого прошла всего в 62 километрах от Берлина. Кроме того, 13 февраля 1945 года пал Будапешт — последняя надежда Гитлера на оттягивание значительных сил Красной армии от Берлинского направления. В спешке немцы попытались провести в Польше операцию «Солнцестояние», которая к 18 февраля 1945 года также закончилась поражением.
На Западном фронте 25 декабря 1944 года немцы были вынуждены прекратить Арденнскую операцию из-за нехватки топлива, боеприпасов и живой силы. После этого они перешли к активной обороне так называемого «Арденнского выступа», самой западной точкой которого являлся бельгийский городок Динан в 640 километрах от Берлина. 3 января 1945 года союзники перешли в контрнаступление и к 29 января полностью срезали «Арденнский выступ». 8 февраля 1945 года союзники перешли западную границу Германии, начав Маас-Рейнскую операцию. К 22 марта 1945 года, форсировав Рейн, они закрепились на его правом берегу в 480 километрах от Берлина.
В Италии итало-германские войска под натиском союзников стихийно отступали на север. 6 апреля 1945 года началась Северо-Итальянская операция по вытеснению итало-германской группировки из Альп и с северного берега реки По.

## Гитлер в фюрербункере

Основная схема фюрербункера

Гитлер прибыл в Берлин утром 16 января 1945 года из ставки «Гнездо орла» в Лангенхайн-Цигенберге (район Обер-Мёрлен в горном массиве Таунус), где он пребывал с 10 декабря 1944 по 15 января 1945 года.
Вследствие ежедневных массированных налётов авиации противника на Берлин Гитлер был вынужден полностью перенести свой штаб в фюрербункер в саду рейхсканцелярии по адресу Вильгельмштрассе, 77.
21 января Гитлер в Фюрербункере принял главу Национального правительства Норвегии Видкуна Квислинга, который пообещал полную поддержку Норвегии в боях против Красной армии.
30 января Гитлер в последний раз выступил по радио с обращением к немецкому народу, в котором обвинил западные державы в развязывании войны, а также призвал сражаться до «окончательной победы».
15 апреля Гитлер официально объявил Берлин городом-крепостью: «Если каждый немецкий солдат правильно исполнит свой долг, то Красная армия обязательно будет обращена в бегство и Европа никогда не станет советской!».

### Последние дни
16 апреля 1945 года в 3:01 ночи войска маршала Жукова начали Берлинскую наступательную операцию против группы армий «Висла» под командованием генерал-полковника Хейнрици, державшей оборону на Зееловских высотах. К 19 апреля Красной армии удалось овладеть высотами.
20 апреля
Утром 20 апреля войска Жукова, находящиеся всего в 17 километрах от Фюрербункера, начали массированный артиллерийский обстрел города из тяжёлых орудий. По словам очевидцев, Гитлер в смятении практически выбежал из своей комнаты и, подбежав к одному из своих адъютантов, буквально прокричал ему: «Что происходит? Откуда эта пальба?!» — на что сначала получил поздравления со своим 56-м днём рождения, а затем — доклад от своего адъютанта о том, что это «русская артиллерия». Гитлер в ярости закричал: «Русские всего в 17 километрах от центра, а мне не докладывают!?», после чего волочащейся походкой он удалился в свои покои.
В тот же день Гитлер в последний раз в своей жизни поднялся из бункера во двор Рейхсканцелярии, где его встретили несколько десятков юношей из гитлерюгенда, которых фюрер награждал Железными крестами.
21 апреля
В 9:30 утра советская артиллерия вновь нанесла по Берлину мощный удар, а советские танки вышли к окраинам города.
Гитлер отказался от услуг своего прежнего личного врача Теодора Морелля — передав все полномочия Вернеру Хаазе. Морелль покинул Берлин утром 23 апреля 1945 года.
22 апреля
Гитлер встал около 9:00 утра. Заслушав доклад об обстановке, к удивлению участников совещания, он остался абсолютно спокойным, считая, что «наступление Штайнера сможет стабилизировать фронт». Генерал Кребс сообщил ему, что Штайнер отказывается идти в наступление, и с Гитлером случился нервный срыв. Гитлер впал в неконтролируемый гнев, крича до хрипоты в голосе, что его окружает кучка презренных лжецов и предателей, которые, кроме того, ещё и смеют нарушать его приказы. Он впервые говорит, что война проиграна, а он останется в Берлине и застрелится, но не сбежит. После этого он спросил у Хаазе наиболее надёжный способ самоубийства, и Хаазе предложил комбинацию яда и выстрела.
23 апреля
Между 1:00 и 1:30 часами ночи Гитлер получил телеграмму от Германа Геринга, находящегося в Берхтесгадене, куда ранее был направлен им же:

:

Мой Фюрер
Генерал Коллер сегодня кратко проинформировал меня на основе сообщений генерал-полковника Йодля и генерала Христиана, в соответствии с которыми вы ссылались на определённые решения касательно меня, и подчеркнули, что в том случае, если переговоры станут необходимы, мне отсюда вести их будет легче, чем Вам из Берлина. Эти данные были настолько неожиданными и серьёзными для меня, что я предположил, что в случае отсутствия ответа от Вас до 22:00 я буду обязан считать, что Вы потеряли способность к принятию решений. Я просмотрю условия Вашего указа и приму меры для благополучия народа и Отечества. Вы знаете, что я чувствую по отношению к Вам в этот тяжелейший час своей жизни. У меня нет слов, чтобы выразить свои чувства. Да хранит вас Бог, и пусть, несмотря ни на что, он поможет Вам приехать сюда как можно скорее.
Ваш верный Герман Геринг.
Оригинальный текст (англ.)My Führer:

General Koller today gave me a briefing on the basis of communications given him by Colonel General Jodl and General Christian, according to which you had referred certain decisions to me and emphasized that I, in case negotiations would become necessary, would be in an easier position than you in Berlin. These views were so surprising and serious to me that I felt obligated to assume, in case by 2200 o’clock no answer is forthcoming, that you have lost your freedom of action. I shall then view the conditions of your decree as fulfilled and take action for the wellbeing of Nation and Fatherland. You know what I feel for you in these most difficult hours of my life and I cannot express this in words. God protect you and allow you despite everything to come here as soon as possible.

Your faithful Hermann Göring.

Борман убедил Гитлера в том, что эта телеграмма демонстрирует попытку Геринга совершить государственный переворот. Гитлер под угрозой казни приказал Герингу сложить все полномочия и уйти со всех постов. Позднее он сам снял Геринга и распорядился его арестовать.
Спустя два часа Гитлер, вызвав к себе обергруппенфюрера СС Юлиуса Шауба, приказал ему сжечь все личные вещи и документы, находящиеся в рейхсканцелярии. После того, как приказ фюрера был выполнен, Гитлер отдал Шаубу приказ проследить за уничтожением своего личного поезда, после чего Шауб отправился в Мюнхен, где на личной квартире Гитлера также сжёг все его личные вещи и документы.
Около 9:00 Гитлеру поступил ложный донос на командующего 56-м танковым корпусом генерала артиллерии Гельмута Вейдлинга о том, что тот якобы передвинул свою линию обороны на несколько километров западнее советских позиций. Пришедший в ярость Гитлер приказал доставить Вейдлинга в бункер и расстрелять его как труса и предателя. Однако генерал, уже предупреждённый о предстоящем аресте, лично прибыл в фюрербункер с докладом и добился аудиенции у Гитлера. Гитлер одобрил доклад Вейдлинга, отменил приказ о его казни и назначил генерала командующим обороной Берлина, отстранив от этой должности подполковника Эриха Беренфегера.
Затем Гитлер принимает у себя Альберта Шпеера, который, в отличие от других членов ближайшего окружения Гитлера, советует ему остаться в Берлине, говоря, что «фюрер должен оставаться на сцене, когда падает занавес». После чего Шпеер признается Гитлеру, что не выполнял его приказа о тактике выжженной земли, тем не менее Гитлер соглашается со Шпеером, и говорит, что «приказ был поспешен, так как после победы в войне Германии было бы сложнее восстановиться!». После этого заявления Шпеер говорит фюреру, что покидает Берлин и пришёл попрощаться. Гитлер (очевидно, впав в шоковое состояние) никак не реагирует на это заявление и даже отказывается от последнего рукопожатия Шпеера. После чего Шпеер молча покидает Гитлера и прямиком направляется во Фленсбург.
25 апреля
Гитлер вызвал телеграммой генерал-полковника авиации Роберта фон Грейма с приказом «немедленно прибыть в здание рейхсканцелярии».
В 20:00 по радио выступил Йозеф Геббельс, который зачитал «воззвание фюрера к немецкому народу»: «Будьте бдительны! Обороняйте с крайней самоотверженностью жизнь своих жён, матерей и детей! Большевики ведут войну без пощады!»
26 апреля
Гитлер снова отдаёт приказ о контратаке 12-й армии Венка и 9-й армии Буссе, но тщетно. После полного окружения Берлина советские войска продолжали продвигаться к центру города. Гатовский аэродром был взят Красной армией, единственной доступной взлётно-посадочной полосой города оставалась теперь только магистраль Восток—Запад в Тиргартене.
Эрих Кемпка, личный шофер Гитлера, описал в своих мемуарах разговор в тот день с Евой Браун: «Ни под каким предлогом я не хочу покидать фюрера. Напротив, если будет нужно, я умру вместе с ним. Он сначала требовал, чтобы я покинула Берлин самолётом. Я ему ответила: „Я не хочу, твоя судьба — это и моя судьба“».
Вечером Роберт фон Грейм и знаменитая немецкая лётчица Ханна Райч добрались до центра Берлина, однако при посадке их самолёт был задет огнем советской ПВО, а фон Грейм прямо перед Бранденбургскими воротами получил ранение в ногу. Ганс Баур, пилот Гитлера, отвёл их в бункер фюрера, где Гитлер встретил их словами: «Ещё происходят чудеса!»
Затем состоялся откровенный разговор между фон Греймом и Гитлером, главным образом по поводу Геринга. Гитлер сообщил Грейму, что вызвал последнего, чтобы сделать преемником Геринга и поставить во главе люфтваффе, и тотчас назначил фон Грейма генерал-фельдмаршалом.
27 апреля
В этот день всякая шифрованная радиосвязь с бункером прекратилась. Гитлер с соратниками мог полагаться только на обычные телефонные линии и следить за новостями по обычному радио.

#### «Агония» 28—30 апреля
28 апреля Гитлер узнал из трансляции Би-би-си, которая передавала информацию агентства «Рейтер», о том, что рейхсфюрер СС Гиммлер предложил западным союзным войскам капитуляцию, претендуя на то, что полномочен вести такие переговоры. Гитлер счёл это изменой, и с ним снова случился приступ гнева. Он приказал арестовать Гиммлера, а представитель СС при ставке Гитлера Фегелейн был расстрелян за попытку дезертирства.
Гитлеру поступило донесение о том, что Красная Армия уже дошла до Потсдамер-плац и по всем признакам готовит штурм Рейхсканцелярии, что в сочетании с изменой Гиммлера побудило его принять финальные решения. Вскоре после полуночи 29 апреля он заключил брак с Евой Браун, ограничившись гражданской церемонией в фюрербункере в комнате с картой и скромной трапезой, и надиктовал Траудль Юнге личное и политическое завещание. Исполнителем был назначен Борман, преемником Гитлера на посту рейхспрезидента — Дёниц, рейхсканцлера — Геббельс. Также он распределил другие руководящие посты, призвал соратников продолжать борьбу и отверг обвинения в развязывании войны, перекладывая ответственность на мировое еврейство.
В личном завещании он отписал коллекцию предметов искусства родному городу Линцу, не представляющие большой материальной ценности предметы разрешил разобрать братьям и сёстрам, тёще, верным соратникам и особенно Борману, остальное имущество завещал НСДАП.
По различным источникам последовательность свадьбы и написания завещания устанавливается различно. Хью Тревор-Ропер, во время войны агент MI5, а позднее военный историк, по своим источникам утверждает, что завещание было продиктовано до свадьбы, другие исследователи — что после, но несомненно, что завещание подписано в 4 часа утра 29 апреля, прежде чем Гитлер отправился спать.
Около полудня 29 апреля Гитлер узнал, что Муссолини и Клара Петаччи казнены итальянскими партизанами. Сообщались и детали: тела были сначала подвешены за ноги, потом сброшены в сточную канаву, где над ними глумились итальянские диссиденты. Неизвестно, насколько подробно Гитлер был информирован, но вполне вероятно, что это укрепило его в нежелании «устраивать из себя и жены зрелище», как написано в завещании.
Некоторое количество ампул с цианистым калием Гитлеру через врача и эсэсовца Штумпфеггера передал Гиммлер, но теперь фюрер не верил «изменнику» и сомневался в том, что яд настоящий. Хаазе испытал его на собаке Гитлера Блонди, и яд подействовал хорошо.

## Самоубийство

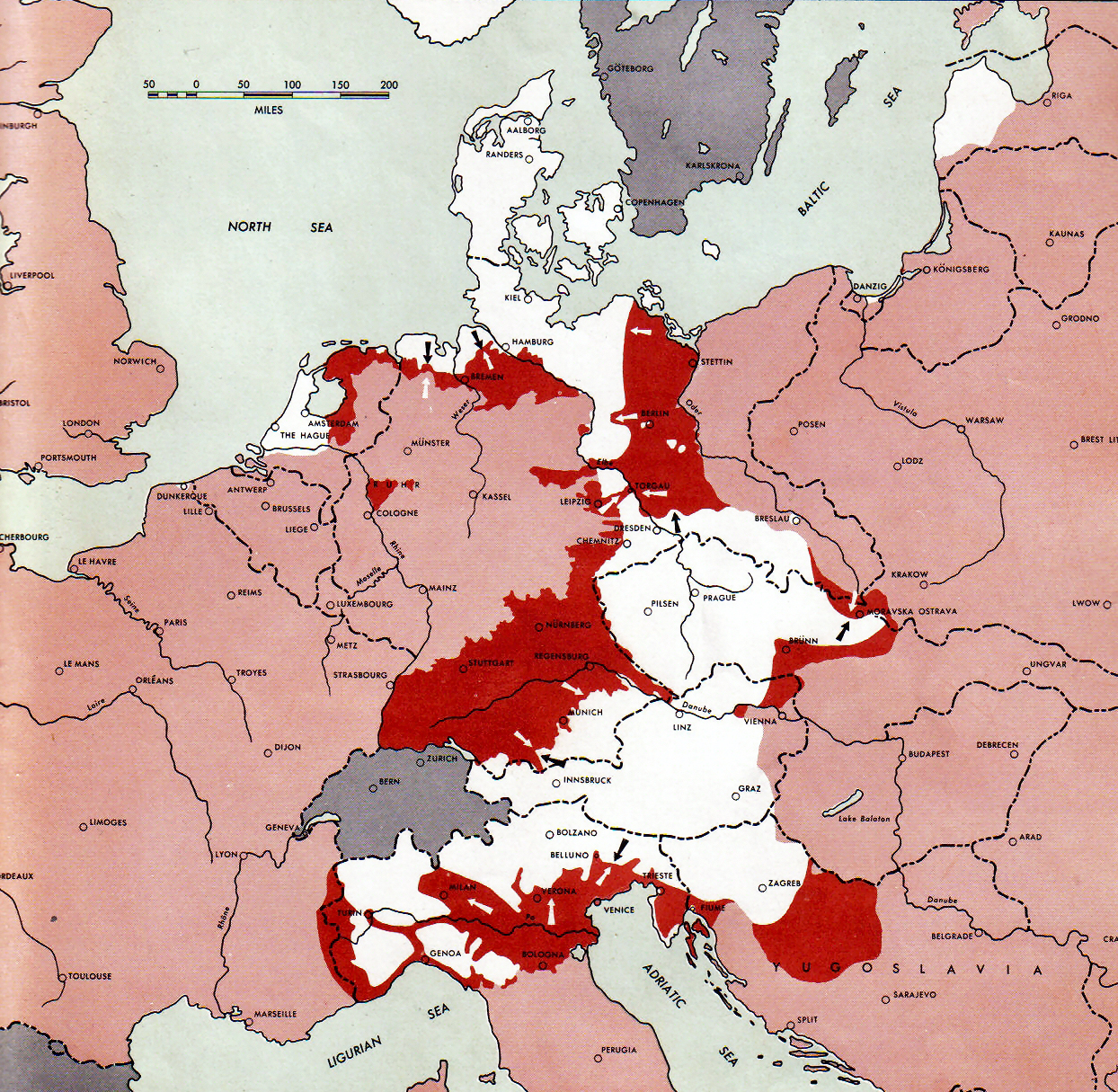
Военная обстановка в Европе на 30 апреля 1945. Белым цветом выделена территория, контролируемая вооружёнными силами нацистской Германии, розовым — союзниками, красным — недавнее продвижение союзников

Законный брак Гитлера и Евы Браун не продлился и сорока часов. В 1:00 30 апреля фельдмаршал Кейтель доложил, что все войска, на которые Гитлер надеялся, либо окружены, либо принуждены защищаться. Около 2:30 в коридоре Фюрербункера Гитлер простился с парой десятков оставшихся при нём людей, главным образом, с женщинами, пожал руки, сказал каждому несколько слов и удалился в свою комнату. Позже утром, когда советские войска находились уже менее чем в полукилометре от бункера, Гитлер совещался с командиром берлинского укрепрайона генералом Вейдлингом, который доложил, что к вечеру, вероятно, защитники города израсходуют последние боеприпасы и бои в Берлине закончатся в течение суток. Вейдлинг вновь просил разрешить ему прорываться, Гитлер не дал ответа, и Вейдлинг вернулся в свой штаб в Бендлер-блоке, где около 13 часов получил разрешение прорываться вечером. Гитлер провёл второй завтрак с двумя секретарями и личным поваром, после чего он и Ева Браун попрощались с остальным персоналом бункера, офицерами, секретарями, Геббельсом и Борманом. Около 14:30 они удалились в кабинет Гитлера, за дверью которого нёс караул адъютант фюрера штурмбаннфюрер СС Отто Гюнше с автоматом MP-40.
Через некоторое время камердинер Гитлера Хайнц Линге вошёл в переднюю и обнаружил, что дверь заперта и пахнет порохом. Линге вышел в коридор к Борману, и они вместе вошли в кабинет. Линге утверждал, что сразу же ощутил запах горького миндаля, свидетельствующий о присутствии циановодорода. Гитлер и Ева Браун сидели на диване, Гитлер справа от жены, голова склонена вправо. Вскоре вошёл Гюнше. О теле Браун он говорил, что она сидела слева от Гитлера, с ногами на диване, отклонившись от мужа. Гитлер, по его словам, сидел, поникнув, с правого виска капала кровь — он застрелился из личного пистолета Walther PPK калибра 7.65, который лежал у его ног. Кровь Гитлера стекала на правый подлокотник дивана и с него лужицей на ковёр. Согласно Линге, на теле Евы Браун повреждений не было, и было ясно, что она умерла от отравления цианистым калием. Гюнше и бригадефюрер СС Вильгельм Монке прямо утверждали, что с 15 до 16 часов ни один человек ни извне бункера, ни из его работников доступа в личные комнаты Гитлера не имел.
Гюнше вышел из кабинета и сказал собравшимся в комнате для совещаний, в том числе Геббельсу, Кребсу и Бургдорфу, что Гитлер мёртв. Трое упомянутых лиц и руководитель Гитлерюгенда Аксман осмотрели тела. Линге вдвоём с ещё кем-то завернули тело Гитлера в половичок и, согласно его устным и письменным указаниям, вынесли тела через запасной выход бункера в сад рейхсканцелярии, залили топливом и сожгли. На этом пути Гитлера опознали многие люди, потому что его голова и ноги оставались на виду.
Бункерный связист обершарфюрер СС Рохус Миш сообщил о смерти Гитлера начальнику его личной охраны Францу Шедле и вернулся на телефонный узел. Он вспоминал, что позднее слышал, как кто-то кричит, что тела сжигают. Первые попытки зажечь тела не удались, Линге вернулся в бункер и принёс толстую пачку бумаги, которую свернули в виде факела, и Борман зажёг его и бросил на тела. Когда огонь разгорелся, стоявшие в дверях бункера Борман, Гюнше, Геббельс, Кемпка, Хёгль, Линдлоф, Рейссер и другие подняли руки в нацистском приветствии.
Около 16:15 Линге приказал унтерштурмфюреру СС Крюгеру и обершарфюреру Швиделю уничтожить ковёр, на который стекала кровь Гитлера. Швидель позднее показал, что увидел под подлокотником дивана лужицу крови «с большую тарелку». Он подобрал и стреляную гильзу калибра 7,65, лежавшую на ковре рядом с пистолетом. Они свернули ковёр и сожгли его в саду рейхсканцелярии.
Артиллерийский обстрел района рейхсканцелярии Красной армией не прекращался. Эсэсовцы носили дополнительные канистры с топливом, чтобы сжечь тела окончательно, но Линге утверждал, что это так и не удалось сделать, потому что открытый огонь теряет много тепла, в отличие от печи крематория. Сожжение продолжалось с 16:00 до 18:30, когда Линдлоф и Райссер захоронили пепел в неглубокой воронке от снаряда. Обстрел обычными и зажигательными снарядами сада рейхсканцелярии продолжался до 2 мая, и всё это время в нём было чрезвычайно опасно находиться.

## Расследование
Первое широко распространившееся известие о смерти Гитлера исходило от немцев: 1 мая имперская радиостанция Reichssender Hamburg прервала обычное вещание объявлением, что Гитлер умер около полудня (хотя на самом деле смерть произошла днём раньше) и его преемником на посту рейхспрезидента стал Карл Дёниц. Дёниц призвал немецкий народ оплакать фюрера, героически погибшего в обороне столицы Рейха. В надежде сохранить армию и государство при помощи частичной капитуляции англичанам и американцам, Дёниц приказал отступать на запад. Это был частичный успех: около 1,8 млн немецких солдат не попали в советский плен, но бои, продолжавшиеся до 8 мая, стоили многих погибших.
Кребс встретился с Чуйковым незадолго до 4 утра 1 мая, сообщил ему о смерти Гитлера и предпринял попытку договориться о прекращении огня и начале мирных переговоров. Сталин был оповещён о самоубийстве Гитлера в 4:05 по берлинскому времени, 13 часов спустя события. Советская сторона требовала безоговорочной капитуляции, на что Кребс не имел полномочий согласиться. Желая иметь достоверные доказательства смерти Гитлера, Сталин поручил СМЕРШ найти тело. Рано утром 2 мая советские войска взяли Рейхсканцелярию, в Фюрербункере генералы Кребс и Бургдорф застрелились.
Советские источники утверждают, что находка 3 мая трупа, внешне схожего с Гитлером, оттянула поиски настоящих останков на сутки.

4 мая были эксгумированы зубные останки, которые позднее были атрибутированы Гитлеру и Еве Браун. Вместе с останками двух собак (вероятно, Блонди и её щенок Вульф) они были на следующий день доставлены в расположение СМЕРШ в Бухе. По распоряжению Сталина это происходило в тайне. Останки изучали авторитетные советские специалисты. Руководил судебно-медицинской экспертизой главный судебно-медицинский эксперт 1-го Белорусского фронта подполковник Фауст Шкаравский. Воспоминания об этом оставила участвовавшая в проведении опознания лейтенант Елена Ржевская.

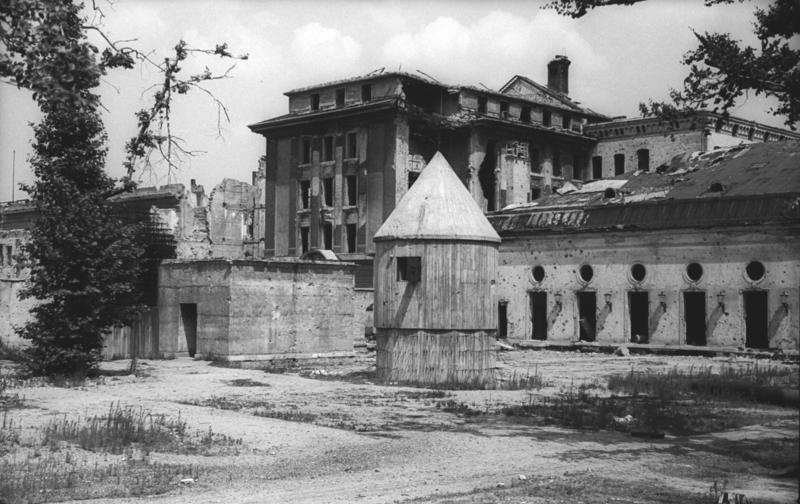
Надземная часть Фюрербункера незадолго до того, как она была разрушена в 1947 году. Останки Гитлера и Евы Браун были сожжены в воронке от снаряда перед запасным выходом слева

Помощница зубного врача Кэте Хойзерман указала советской стороне, где искать рентгеновские снимки и техника, изготовившего Гитлеру мосты. К 11 мая Хойзерман и зубной техник Фриц Эхтман, сотрудники зубного врача Гитлера Хуго Блашке, опознали зубные останки Гитлера и Евы Браун. Оба они провели по нескольку лет в советских тюрьмах. Протокол вскрытия останков Гитлера, опубликованный в 1968 году, стал в 1972 году основанием для положительного заключения судебных стоматологов Рейдара Соннеса и Фердинанда Строма.
Зубные протезы и часть черепа Гитлера с входным пулевым отверстием (обнаруженная отдельно от трупа) хранятся в российских архивах, как и окровавленные подлокотники дивана, на котором застрелился Гитлер. В интервью начальник архива ФСБ рассказал, что подлинность челюсти доказана рядом экспертиз международного уровня. Биограф Гитлера Вернер Мазер высказывает сомнения, что обнаруженный труп и часть черепа действительно принадлежали Гитлеру. В 2009 году археолог Коннектикутского университета, специалист по костям, Ник Беллантони исследовал эти фрагменты черепа. По его заключению кость слишком тонка для мужчины и, судя по швам, владельцу этого черепа было менее 40 лет. Произведён также анализ ДНК черепа и образцов крови Гитлера с дивана. Череп был определён как женский, а кровь — мужчины. Вице-президент архива на это ответил, что череп и не заявляли как принадлежащий Гитлеру.
Представители ФСБ выступили с опровержением этого заявления. В 2009 году начальник Управления регистрации и архивных фондов ФСБ России Василий Христофоров рассказал, что в 1946 году специальная комиссия, созданная по инициативе ГУПВИ с целью «тщательной и жёсткой перепроверки всей группы фактов», провела дополнительные раскопки на месте обнаружения трупов Гитлера и Евы Браун. При этом была найдена «левая теменная часть черепа с выходным пулевым отверстием». В 1948 году «находки» из бункера Гитлера (несколько обгоревших предметов, а также фрагменты челюстей и зубов — которые, согласно советскому отчету, были найдены свободно на трупе, по которым проводилась идентификация трупов Гитлера, Евы Браун и Геббельсов) были направлены в Москву, в следственный отдел 2-го Главного управления МГБ СССР. С 1954 года, по распоряжению председателя КГБ при СМ СССР Серова, все эти предметы и материалы хранились в особом порядке в специальном помещении ведомственного архива. На 2009 год челюсти Гитлера хранятся в архиве ФСБ, а фрагменты черепа Гитлера — в Госархиве.
В 2017 году останки из советских архивов исследовал французский судмедэксперт Филипп Шарлье. Шарлье оспорил экспертизу Беллантони, утверждая, что по имеющимся фрагментам определить пол возможно только с надёжностью в 55 %, потому что сильное тепловое воздействие могло привести к истончению кости, а выйные линии затылочной кости отсутствуют. По Шарлье, черепные кости могут принадлежать тому же человеку, что и фрагменты челюстей, но дальнейшие анализы ДНК могли бы пролить больше света на этот вопрос.
Также Шарлье заключил, что челюсть с останками зубов совершенно совпадает с челюстью на рентгеновских снимках Гитлера 1944 года. С помощью электронной микроскопии он выявил в зубном камне только растительные волокна, что совпадает с тем фактом, что Гитлер был вегетарианцем. В статье 2018 года с Шарлье в соавторах утверждается, что, судя по степени износа, это не подделки. Пороха на останках не обнаружено, поэтому они говорят против той версии, что Гитлер застрелился через рот. Статья об этом исследовании опубликована в научном журнале European Journal of Internal Medicine.
Между 1948 и 1952 годами среди прочих процессов о денацификации в Западной Германии судебные споры об имуществе Гитлера, в том числе картине Вермеера «Аллегория Живописи», затягивались из-за того, что не было официального объявления о смерти. В 1952 году в федеральном суде в Берхтесгадене начался процесс опроса 42 свидетелей, происходивший за закрытыми дверьми, чтобы свидетели не могли повлиять друг на друга. Расследование длилось 4 года, судья Генрих Стефанус подвёл его итог следующим образом: не может быть ни малейшего сомнения в том, что 30 апреля 1945 года в Рейхсканцелярии Адольф Гитлер собственной рукой положил конец своей жизни путём выстрела в правый висок. Свидетельство о смерти выдано 25 февраля 1956 года с приложением отчёта на 1500 страницах. 80-страничный отчёт криминологов подготовлен в 1956 году и касался, в основном, небольших разногласий в показаниях свидетелей. Он стал основой для фотореконструкций. К концу года объявление Гитлера мёртвым вступило в законную силу. Презумпцию (то есть предположительность) смерти на основе того, что никто, якобы, не видел трупа Гитлера, историк Антон Иоахимсталер считает неправильной квалификацией. В книге Иоахимсталера приведены и некоторые свидетельские показания на том процессе. Итоги судебного следствия были также опубликованы в пресс-релизе в 1958 году.

### «Бегство в Аргентину»

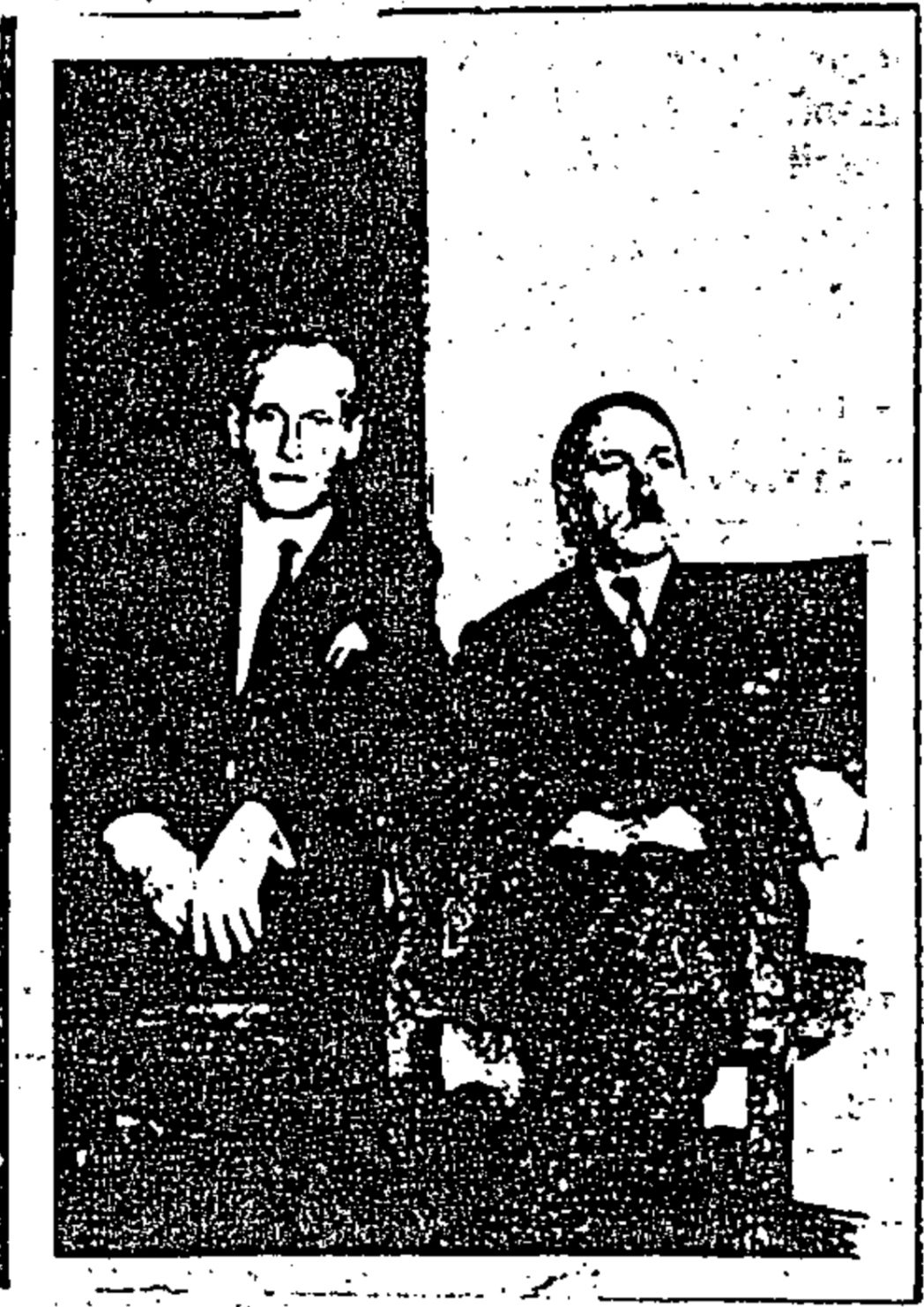
Адольф Гитлер якобы с бывшим офицером СС в 1954 году, из документа ЦРУ

Существует популярная городская легенда, что в бункере были найдены трупы двойников Гитлера и его жены, а сам фюрер с супругой якобы скрылся в Аргентине, где они дожили спокойно до конца своих дней. Подобные версии выдвигаются и доказываются даже некоторыми историками, в числе которых — британцы Джерард Уильямс и Саймон Данстен. Однако научное сообщество отвергает подобные теории.
В апреле 2019 года ФБР были рассекречены документы о том, что в сентябре 1945 года спецслужба располагала некой информацией о бегстве фюрера в Аргентину, которая была изложена в официальном досье, однако расследование тогда так и не было проведено, поскольку информация была сочтена недостаточной и недостоверной.

## Дальнейшие события и связанная с ними дезинформация
В июне 1945 года трупы всей семьи Геббельса, Кребса, Блонди и Вульфа были изъяты и перевезены сначала в район города Финов, а затем — города Ратенов, где и закопаны окончательно. Сведения о том, что с ними захоронены останки Гитлера и Евы Браун, вероятно, являются советской дезинформацией. Нет свидетельств того, что, кроме зубных останков, были обнаружены ещё какие-либо части тел.
Останки Геббельсов и собак перезахоронены в лесу в Бранденбурге 3 июня, затем снова эксгумированы и перевезены в Магдебург, где 21 февраля 1946 года окончательно закопаны в деревянных ящиках на военной базе СМЕРШ. В 1970 году эта база, дотоле находившаяся под контролем КГБ, была предназначена к передаче властям ГДР. Считая, что известное место погребения нацистского государственного деятеля может стать местом поклонения неонацистов, председатель КГБ Андропов приказал уничтожить захороненные в 1946 году останки. 4 апреля 1970 года отряд КГБ тайно выкопал останки восьми или десяти тел «на поздней стадии разложения», которые были сожжены, прах растёрт и брошен в реку Бидериц, приток Эльбы. Утверждается даже, что прах был смыт в канализацию Магдебурга.
Городские легенды и конспирологические теории о судьбе Гитлера возникли не на пустом месте. По политическим причинам различные версии распространял сам Советский Союз. В июле 1945 года Сталин в ответ на вопрос о том, как Гитлер умер, сказал, что он живёт в Испании или Аргентине. Сразу после войны советская сторона поддерживала версию, что Гитлер не умер, а бежал из Берлина под защиту западных союзников и находится во франкистской Испании или в Южной Америке. В ноябре 1945 года глава британской контрразведки в Берлине Дик Уайт поручил агенту Хью Тревору-Роперу произвести расследование и собрать материалы против таких заявлений. Расширенный отчёт Тревора-Ропера опубликован в 1947 году под заглавием The Last Days of Hitler.
До середины 1950-х годов ФБР и ЦРУ продолжали получать сведения о том, что Гитлер жив, которые никогда не подтверждались. Эти документы оставались засекречены до середины 2010-х годов согласно Акту о раскрытии военных преступлений нацистов 1998 года. Тайна произведённого расследования только поддерживала конспирологические теории о выжившем Гитлере. На Нюрнбергском процессе об айнзацгруппах председательствующий судья Майкл Масманно назвал эти заявления не соответствующими всем свидетельствам.
11 декабря 1945 года советская сторона разрешила британцам, французам и американцам обследовать Фюрербункер, для чего было выделено по двое от каждой страны. Наблюдатели смотрели, как немцы копают землю над бункером, в том числе в той воронке, в которой тело Гитлера было сожжено и похоронено. В ходе этих раскопок были обнаружены две шляпы Гитлера, бельё с метками Евы Браун и записки Гитлеру от Геббельса. НКВД запретил дальнейшие раскопки, обвиняя представителей союзников в краже документов из Рейхсканцелярии.
К концу 1945 года Сталин приказал НКВД произвести расследование вторично. С дивана и стен комнаты были взяты образцы крови, чтобы подтвердить, что это группа крови Гитлера (A). 30 мая 1946 года агенты МВД, как стал после реформы называться НКВД, обнаружили в воронке, из которой выкопаны останки Гитлера, фрагменты костей черепа: часть затылочной и обеих теменных. Левая теменная кость, почти целая, содержит выходное пулевое отверстие. Эти фрагменты оставались не описаны до 1975 года и были вторично обнаружены в архивах в 1993 году. Об их исследовании Ником Беллантони написано выше.
29 декабря 1949 года Сталину было представлено секретное досье, составленное по допросам находившихся в Фюрербункере свидетелей, в том числе Гюнше и Линге. Лишь в 1991 году в архивах СССР начали работать западные исследователи, а это досье оставалось неизвестным ещё в течение 12 лет и было опубликовано лишь в 2005 году в The Hitler Book.
В 1968 году на английском языке вышла книга советского журналиста Льва Безыменского The Death of Adolf Hitler. Безыменский, переводчик при Жукове, описал советское судебно-медицинское исследование останков Гитлера Фаустом Шкаравским, который пришёл к заключению, что Гитлер отравился цианистым калием. Такое заключение не могло быть вынесено квалифицированным экспертом, потому что никаких следов исследования внутренних органов в протоколах экспертизы не упоминается. Безыменский домысливает, что Гитлер при этом попросил нанести ему удар милосердия для надёжно мгновенной смерти. Позднее Безыменский признавался, что в книге содержится намеренная ложь, в том числе о причине смерти Гитлера. Иоахимсталер в обширном исследовании обстоятельств смерти Гитлера приводит слова немецкого патологоанатома об описании вскрытия в книге: «Отчёт Безыменского смехотворен. … Любой мой прозектор бы лучше написал … сущий фарс … неприемлемо, очень плохо … раздел post-mortem 8 [мая] 1945 описывает кого угодно, но только не Гитлера».

## Гитлер после смерти
Ветеран войны Джон Кеннеди записал в дневнике, что диктатор «окружил себя тайной и в жизни, и в смерти, и тайна эта останется и после него». Иоахим Фест считал, что почти не оставившая следов смерть Гитлера позволила ему не погибнуть в глазах людей, а получить «странную загробную жизнь». Основанные на советской дезинформации конспирологические теории о живом Гитлере живы и привлекают внимание журналистов до конца XX века, да и в XXI-м связанные с Гитлером и нацизмом теории заговора по-прежнему возбуждают интерес, на эту тему пишут книги, снимают фильмы и телепередачи. Историк современности Люк Дейли-Гровс пишет, что смерть Гитлера — это не смерть человека, а символ гибели целого политического режима и того следа в умах, который он оставил.

## Галерея

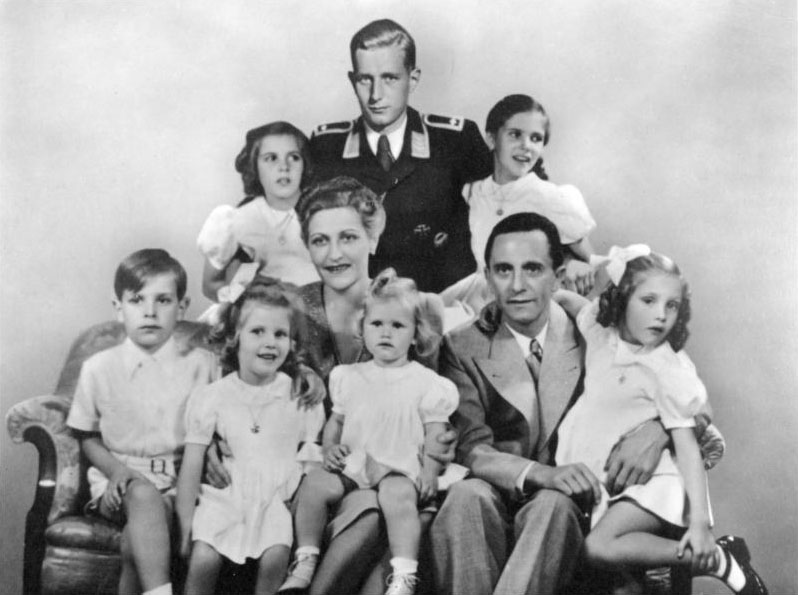
Йозеф Геббельс с женой Магдой и шестерыми детьми (01.01.1944). Стоящий сзади пасынок Геббельса, Харальд Квандт, единственный член семьи, который пережил 1945 год — вставлен с помощью ретуши
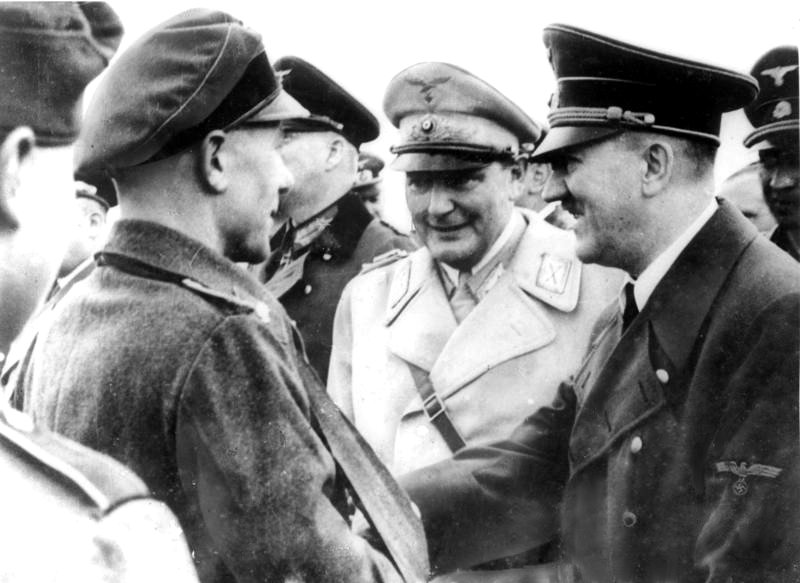
Гитлер (справа) посещает защитников Берлина в начале апреля 1945 года с Германом Герингом (в центре) и начальником ОКВ фельдмаршалом Кейтелем (частично скрыт на фото)
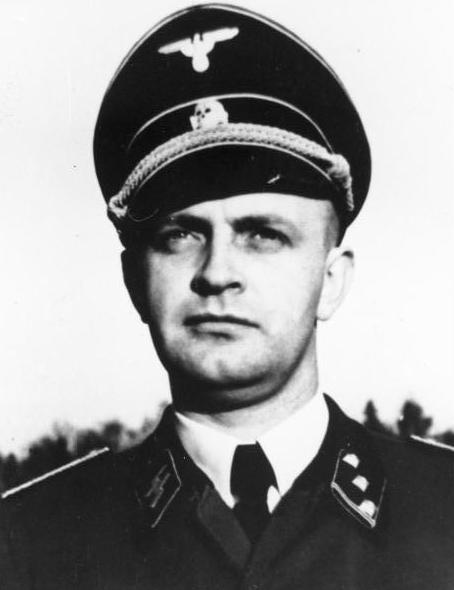
Хайнц Линге, камердинер Гитлера, был одним из первых свидетелей в расследовании самоубийства Гитлера
Черчилль сидит на сломанном стуле из фюрербункера в июле 1945 года
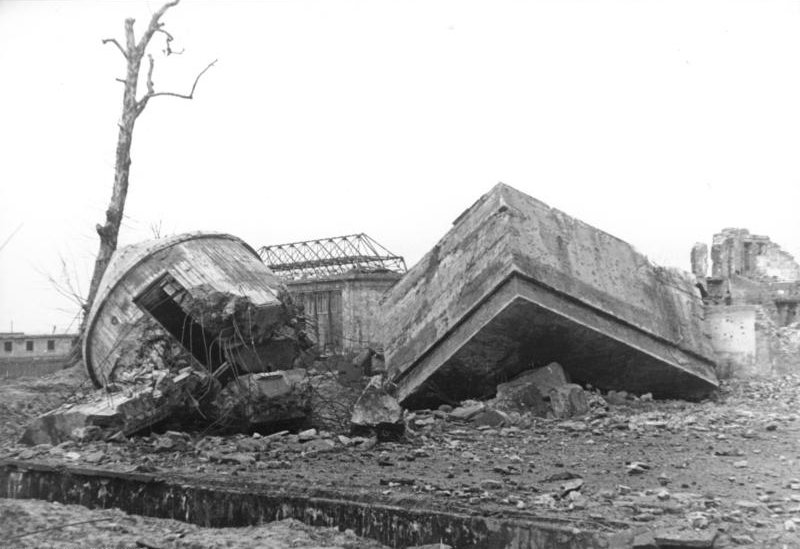
Разрушенные надземные сооружения бункера (1947 г.)

### Новости и ссылки
- ABC News. DNA Test Sparks Controversy Over Hitler's Remains (англ.). ABC News (9 декабря 2009). Дата обращения: 20 декабря 2020.
- Anderson, John. One Industry That Capitalizes on America's Hitler Fascination (англ.). Fortune (10 ноября 2015). Дата обращения: 19 сентября 2018.
- Barber, Tony. The Hitler Conspiracies – why are Nazi myths flourishing? The Financial Times (1 октября 2020). Дата обращения: 9 марта 2021.
- JFK diary calls Hitler 'stuff of legends'. BBC News (англ.). 23 марта 2017. Дата обращения: 20 апреля 2022.
- CIA Chief of Station, Caracas (3 октября 1955), HVCA-2592 (PDF) (англ.), CIA, Дата обращения: 6 сентября 2018
- CIA staff (2013), Advanced Search: Nazi War Crimes Disclosure Act (англ.), CIA FOIA, Архивировано 2019-01-08, Дата обращения: 17 июля 2019 {{citation}}: |archive-date= / |archive-url= несоответствие временной метки; предлагается 8 января 2019 (справка)
- CNN staff. Russians insist skull fragment is Hitler's. CNN (11 декабря 2009). Дата обращения: 1 октября 2013.
- US Federal Bureau of Investigation. Adolf Hitler (англ.). FBI Records: The Vault (10 апреля 2011). Дата обращения: 8 января 2019. Архивировано из оригинала 10 апреля 2011 года.
- Goñi, Uki (27 сентября 2009). Tests on skull fragment cast doubt on Adolf Hitler suicide story. The Guardian. London. Дата обращения: 1 октября 2013.
- Halpin, Tony; Boyes Roger. Battle of Hitler's skull prompts Russia to reveal all // The Times. — 2009. — 9 декабря. Архивировано 29 июня 2011 года.
  - русский перевод Тони Хэлпин (Tony Halpin). Вокруг черепа Гитлера развернулись бои, и России пришлось рассказать всё. ИноСМИ.ру (9 декабря 2009). Дата обращения: 13 августа 2010. Архивировано 23 августа 2011 года.
- Isachenkov, Vladimir (20 февраля 1993). Russians say they have bones from Hitler's skull. Gadsen Times (англ.). Associated Press. Дата обращения: 11 января 2015.
- Lusher, Adam (20 мая 2018). Adolf Hitler really is dead: scientific study debunks conspiracy theories that he escaped to South America. Independent (англ.). Дата обращения: 25 сентября 2018.
- MI5 staff. Hitler's last days. Her Majesty's Security Service website (2011). Дата обращения: 1 октября 2013. Архивировано из оригинала 18 мая 2013 года.
- Rosenberg, Steven (3 сентября 2009). I was in Hitler's suicide bunker. BBC News. Дата обращения: 1 октября 2013.
- Tkachenko, Maxim. Official: KGB chief ordered Hitler's remains destroyed (англ.). CNN (11 декабря 2009).

### Книги
- Bullock, Alan. Hitler: A Study in Tyranny. — New York : Penguin Books, 1962. — ISBN 978-0-14-013564-0.
- Galante, Pierre. Voices From the Bunker / Pierre Galante, Eugene Silianoff. — New York : G. P. Putnam's Sons, 1989. — ISBN 978-0-3991-3404-3.
- Gardner, Dave. The Last of the Hitlers: The story of Adolf Hitler's British Nephew and the Amazing Pact to Make Sure his Genes Die Out. — Worcester, UK : BMM, 2001. — ISBN 978-0-9541544-0-0.
- Lehmann, Armin D. In Hitler's Bunker: A Boy Soldier's Eyewitness Account of the Führer's Last Days. — Guilford, CT : Lyon's Press, 2004. — ISBN 978-1-59228-578-5.
- Rzhevskaya, Elena. Берлин, май 1945. Записки военного переводчика. — 1965.
- Trevor-Roper, Hugh. The Last Days of Hitler :  [англ.]. — Chicago : University of Chicago Press, 1992. — ISBN 978-0-226-81224-3.
- Waite, Robert G. L. The Psychopathic God: Adolf Hitler. — New York : DaCapo Press, 1993. — ISBN 978-0-306-80514-1.

### Статьи
- BBC staff. Russia displays 'Hitler skull fragment'. BBC (26 апреля 2000).
- Cosgrove, Ben (15 апреля 2014). After the Fall: Photos of Hitler's Bunker and the Ruins of Berlin. Life.
- Marchetti, Daniela, M.D., PhD; Boschi, Ilaria, PhD; Polacco, Matteo, M.D.; Rainio, Juha, M.D., PhD (2005). The Death of Adolf Hitler—Forensic Aspects. Journal of Forensic Sciences. 50 (5). doi:10.1520/JFS2004314. JFS2004314.{{cite journal}}:  Википедия:Обслуживание CS1 (множественные имена: authors list) (ссылка)
- Petrova, Ada; Watson, Peter (1995). The Death of Hitler: The Full Story with New Evidence from Secret Russian Archives. The Washington Post.
- Sognnaes, Reidar F.; Ström, Ferdinand (1973). The odontological identification of Adolf Hitler. Acta Odontologica Scandinavica. 31 (1): 47. doi:10.3109/00016357309004612. PMID 4575430.